# القبع (طور الباحة)

تعديل مصدري - تعديل

القبع هي إحدى قرى عزلة طور الباحة بمديرية طور الباحة التابعة لمحافظة لحج، بلغ تعداد سكانها 397 نسمة حسب تعداد اليمن لعام 2004.